# 에릭 피터르스
에릭 피터르스(네덜란드어: Erik Pieters, 1988년 8월 7일 티엘 ~ )는 네덜란드의 축구 선수이다. 현재 웨스트브로미치 앨비언에서 활약하고 있다.